# Bebryce cactus
Bebryce cactus is een zachte koraalsoort uit de familie Plexauridae. De koraalsoort komt uit het geslacht Bebryce. Bebryce cactus werd in 1994 voor het eerst wetenschappelijk beschreven door Bayer. 